# Chrysops papuensis
Chrysops papuensis är en tvåvingeart som beskrevs av M. Josephine Mackerras 1964. Chrysops papuensis ingår i släktet Chrysops och familjen bromsar. Inga underarter finns listade i Catalogue of Life.